# Скриде, Лаума
Ла́ума Скри́де (латыш. Lauma Skride; род. 20 марта 1982, Рига) — латвийская пианистка.

## Биография
Родилась в семье музыкантов, музыкантами стали и две её сестры: Байба играет на скрипке, Линда — на альте. Училась в Рижской музыкальной школе имени Э. Дарзиня у Аниты Паже, затем в Гамбургской Высшей школе музыки у Фолькера Банфильда.
Много выступала в дуэте с сестрой Байбой, записала с ней альбом с произведениями Бетховена, Шуберта и Равеля (2007). В том же году выпустила первый сольный альбом, целиком составленный из произведений Фанни Мендельсон.
В 2008 году на Бетховенском фестивале в Бонне удостоена Бетховенского кольца.